# Harry Potter i Zakon Feniksa (film)
Harry Potter i Zakon Feniksa (ang. Harry Potter and the Order of the Phoenix) – angielsko-amerykański film fantasy na podstawie książki Joanne K. Rowling Harry Potter i Zakon Feniksa. Nakręcony przez Davida Yatesa, jest to piąty film z na podstawie siedmiotomowego cyklu Harry Potter.
Scenariusz napisał Michael Goldenberg, który zastąpił Steve’a Klovesa, autora poprzednich czterech filmów. Zdjęcia rozpoczęto w lutym 2006 roku i zakończono końcem listopada, a postprodukcję filmu kontynuowano przez następne kilka miesięcy. Swoją światową premierę miał w Japonii, w Tokio 28 czerwca 2007 roku. W Polsce premiera odbyła się 27 lipca 2007 roku.
Jest to pięćdziesiąty najbardziej dochodowy film wszech czasów, zdobył uznanie krytyków i publiczności, był również chwalony przez autorkę, która w przeciwieństwie do wielu innych pisarzy zawsze aprobowała filmowe ekranizacje swoich dzieł, nazywając Zakon Feniksa „do tej pory najlepszym”.
Serwis Rotten Tomatoes przyznał mu wynik 81%.

## Realizacja

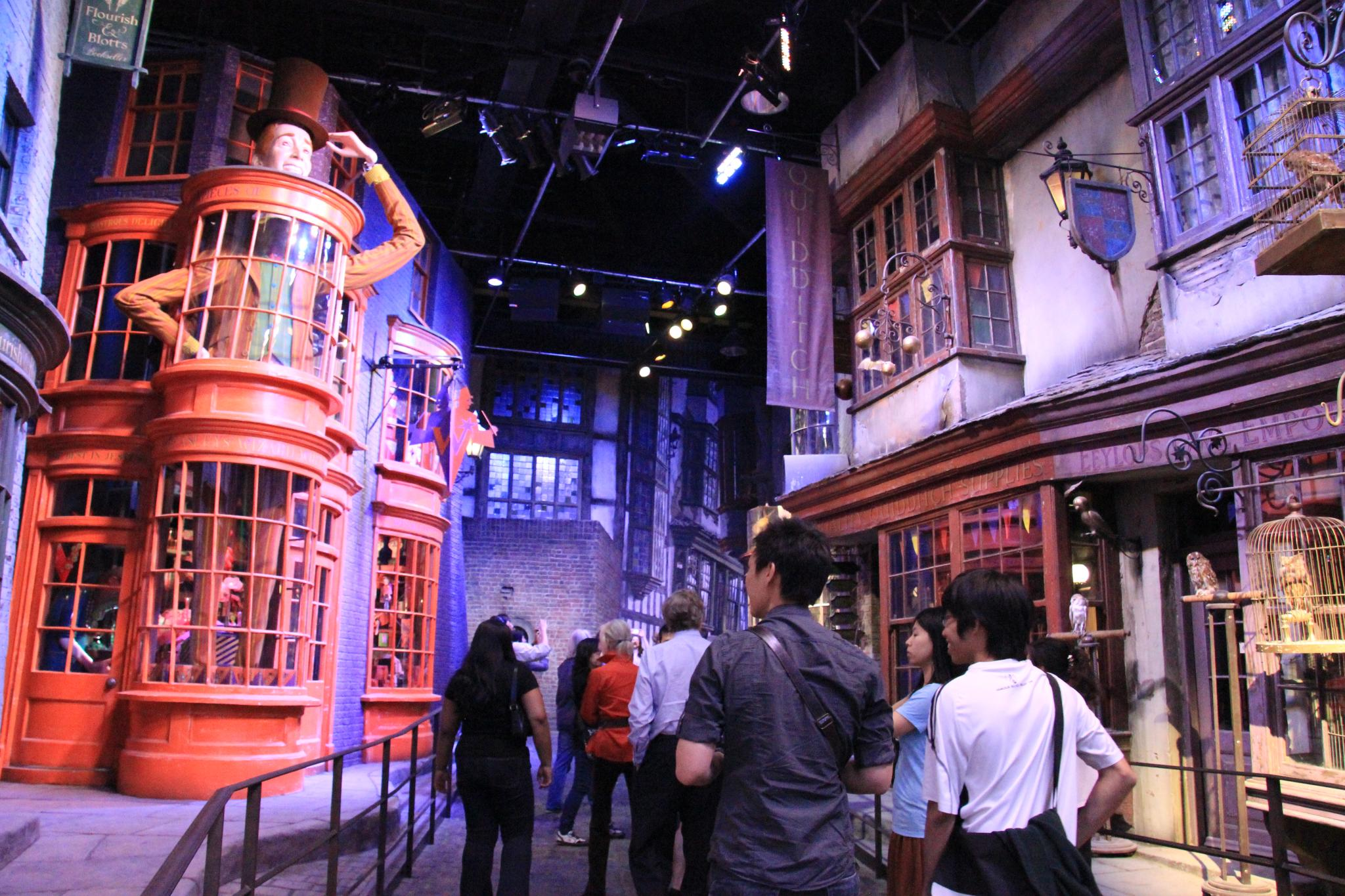
Fragment studia, w którym kręcono sceny na ulicy Pokątnej. Po lewej sklep Magiczne Dowcipy Weasleyów.

David Yates został wybrany reżyserem po tym, jak reżyser filmu Harry Potter i Czara Ognia – Mike Newell, a także Jean-Pierre Jeunet, Matthew Vaughn i Mira Nair odrzucili oferty. Yates uważa, że został wybrany ze względu na jedno ze swych poprzednich dzieł – brytyjski dramat telewizyjny Sex Traffic, a wytwórnia uznała go za odpowiednią osobę do stworzenia „emocjonalnego dreszczowca z politycznym tłem”. Steve Kloves, scenarzysta pierwszych czterech filmów Potterowych był zbyt zajęty, dlatego scenariusz napisał Michael Goldenberg.
Próby filmowe do Zakonu Feniksa rozpoczęto 27 stycznia 2006, zdjęcia – 6 lutego i zakończono końcem listopada 2006. Zdjęcia przerwano na dwa miesiące w maju 2006 aby Radcliffe mógł zaliczyć klasy w szkole a Watson zdać egzaminy GSCE. Zadeklarowany budżet filmu wyniósł 75 do 100 milionów GBP lub 150 do 200 milionów USD.
Mark Day został montażystą, Sławomir Idziak – autorem zdjęć, a Jany Temime – projektantką kostiumów. Choreograf Paul Harris, który pracował już kilkakrotnie z Davidem Yatesem, był odpowiedzialny za choreografię walk z użyciem różdźek.

### Scenariusz
Mający 766 stron w wydaniu brytyjskim i 959 stron w polskim, Zakon Feniksa jest najdłuższą książką z serii Harry’ego Pottera. Scenarzysta Michael Goldenberg opisał swoje zadanie „skompresowania” książki jako „próbę stworzenia najlepszego filmowego odpowiednika opisywanej historii”. Przyznał też, że jego praca polegała na „zachowaniu ducha książki, a nie dosłownym jej odwzorowaniu”.

### Scenografia
Odpowiedzialny za dekoracje poprzednich czterech filmów Stuart Craig ponownie został scenografem. W tym filmie powstało wiele nowych wartych uwagi planów zdjęciowych. Atrium w Ministerstwie Magii miało ponad 600m długości, czyniąc je największym i najdroższym ze wszystkich pięciu filmów Pottera. Projekt Craiga został zainspirowany przez dawne stacje londyńskiego Metra, gdzie architekci „próbowali naśladować klasyczną architekturę, ale z ceramicznymi kafelkami”. Kolejną inspiracją scenografa był Burger King na Tottenham Court Road w Londynie, gdzie „jest fantastyczna wiktoriańska fasada która zawiera w sobie klimat z tamtego okresu”.

### Zdjęcia
Mimo że producenci rozważali możliwość kręcenia filmu poza Wielką Brytanią, ostatecznie Leavesden Film Studios w Watford ponownie stał się miejscem wielu ujęć wewnątrz pomieszczeń, takich jak Wielka Sala, Privet Drive czy Grimmauld Place 12.
Do plenerów filmowych w Anglii zalicza się rzekę Tamizę, użytej do kręcenia lot Zakonu Feniksa do domu przy Grimmauld Place 12 i lot Gwardii Dumbledore’a do Ministerstwa Magii. Sekwencja ta zawiera również tereny takie jak London Eye, Canary Wharf, Big Ben, Buckingham i HMS Belfast. Zdjęcia na peronie 9¾ zrobiono na King’s Cross Station tak jak zawsze. Budka telefoniczna niedaleko Scotland Yardu została użyta jako tajemne wejście do Ministerstwa Magii. 22 października 2006 zamknięto też stację metra Westminister aby umożliwić ekipie filmowej nakręcenie Artura Weasleya jadącego z Harrym na dyscyplinarne przesłuchanie do Ministerstwa Magii. Niektóre sceny były filmowane w i wokół Oksfordu, a dokładniej blisko Blenheim Palace w Woodstock, Oxfordshire.

## Obsada
| Postać | Aktor                    | Polski dubbing        |
| --- | ------------------------ | --------------------- |
| Harry Potter | Daniel Radcliffe         | Jonasz Tołopiło       |
| Ron Weasley | Rupert Grint             | Marcin Łabno          |
| Hermiona Granger | Emma Watson              | Joanna Kudelska       |
| Albus Dumbledore | Michael Gambon           | Wojciech Duryasz      |
| Minerwa McGonagall | Maggie Smith             | Wiesława Mazurkiewicz |
| Rubeus Hagrid | Robbie Coltrane          | Andrzej Blumenfeld    |
| Petunia Dursley | Fiona Shaw               | Ewa Dałkowska         |
| Vernon Dursley | Richard Griffiths        | Kazimierz Wysota      |
| Dudley Dursley | Harry Melling            | Nieznany aktor        |
| Draco Malfoy | Tom Felton               | Aleksander Czyż       |
| Severus Snape | Alan Rickman             | Mariusz Benoit        |
| Lord Voldemort | Ralph Fiennes            | Wiesław Komasa        |
| Dolores Jane Umbridge | Imelda Staunton          | Ewa Wencel            |
| Bellatrix Lestrange | Helena Bonham Carter     | Dorota Segda          |
| Kingsley Shacklebolt | George Harris            | Aleksander Wysocki    |
| Arabella Figg | Kathryn Hunter           | Grażyna Zielińska     |
| Sybilla Trelawney | Emma Thompson            | Maria Pakulnis        |
| Luna Lovegood | Evanna Lynch             | Delfina Zielińska     |
| Neville Longbottom | Matthew Lewis            | Krzysztof Królak      |
| Mafalda Hopkirk | Jessica Stevenson (głos) | Marzena Rogalska      |
| Lily Potter | Geraldine Somerville     | –                     |
| James Potter | Adrian Rawlins           | –                     |
| Argus Filch | David Bradley            | –                     |
| Seamus Finnigan | Devon Murray             | Franciszek Boberek    |
| Dean Thomas | Alfred Enoch             | Jan Boberek           |
| Vincent Crabbe | Jamie Waylett            | Nieznany aktor        |
| Gregory Goyle | Joshua Herdman           | Nieznany aktor        |
| Pansy Parkinson | Lauren Shotton           | –                     |
| Fred Weasley | James Phelps             | Jakub Truszczyński    |
| George Weasley | Oliver Phelps            | Jakub Truszczyński    |
| Ginny Weasley | Bonnie Wright            | Zuzanna Galia         |
| Percy Weasley | Chris Rankin             | –                     |
| Alastor „Szalonooki” Moody | Brendan Gleeson          | Andrzej Grabowski     |
| Filius Flitwick | Warwick Davis            | Mieczysław Morański   |
| Molly Weasley | Julie Walters            | Joanna Jędryka        |
| Artur Weasley | Mark Williams            | Leon Charewicz        |
| Syriusz Black | Gary Oldman              | Jan Peszek            |
| Remus Lupin | David Thewlis            | Piotr Polk            |
| Nimfadora Tonks | Natalia Tena             | Monika Węgiel         |
| Korneliusz Knot | Robert Hardy             | Jerzy Łapiński        |
| Lucjusz Malfoy | Jason Isaacs             | Artur Dziurman        |
| Zachariasz Smith | Nick Shirm               | Nieznany aktor        |
| Cedrik Diggory | Robert Pattinson         | –                     |
| Cho Chang | Katie Leung              | Zuzanna Madejska      |
| Grubbly-Plank | Apple Brook              | –                     |
| Aberforth Dumbledore | Jim McManus              | Ryszard Nawrocki      |
| Peter Pettigrew | Timothy Spall            | –                     |
| Piers Polkiss | Jason Boyd               | Nieznany aktor        |
| John Dawlish | Richard Leaf             | –                     |
| Nastoletni James Potter | Robbie Jarvis            | Leszek Zduń           |
| Nastoletni Severus Snape | Alec Hopkins             | –                     |
| Nastoletnia Lily Evans | Susie Shinner            | –                     |
| Nastoletni Syriusz Black | James Walters            | –                     |
| Nastoletni Remus Lupin | James Utechin            | –                     |
| Nastoletni Peter Pettigrew | Charles Hughes           | –                     |
| Frank Longbottom | James Payton             | –                     |
| Alicja Longbottom | Lisa Wood                | –                     |
| Stworek | Timothy Bateson (głos)   | Andrzej Szopa         |
| Wersja polska: Studio Genetix Film Factory Reżyseria: Agnieszka Matysiak Dialogi polskie: Barbara Robaczewska Konsultacja literacka: Michał Kalicki Dźwięk i montaż: Zdzisław Zieliński Organizacja produkcji: Agnieszka Sokół |                          |                       |

## Ekipa
- Reżyseria – David Yates
- Scenariusz – Michael Goldenberg
  - na podstawie książki Joanne K. Rowling
- Muzyka – Nicholas Hooper, John Williams
- Zdjęcia – Sławomir Idziak
- Montaż – Mark Day
- Scenografia – Stuart Craig, Candida Otton, Andrea Coathupe, Andrew Ackland-Snow, Mark Bartholomew, Alastair Bullock
- Kostiumy – Jany Temime
- Producent – David Heyman
- Producent wykonawczy – David Barron, Tanya Seghatchian